# Molecuul

Verschillende modellen van een molecuul glucose

Een molecuul of molecule is het kleinste deeltje van een moleculaire stof dat nog de chemische eigenschappen van die stof bezit. Wanneer een molecuul opgedeeld zou worden in nog kleinere deeltjes, dan gaat zijn chemische identiteit verloren. 'Molecuul' is afgeleid van het Latijnse molecula: kleine massa.

## Covalente binding tussen atomen
Een molecuul is opgebouwd uit atomen die in een vaste rangschikking van covalente bindingen met elkaar verbonden zijn. Een moleculaire stof is gedefinieerd door de atomen van de een of meer chemische elementen waaruit het molecuul bestaat, en de onderlinge chemische bindingen  tussen deze atomen. De molecuulmassa is gelijk aan de gezamenlijke massa van de atomen die het molecuul vormen. De molecuulmassa wordt uitgedrukt in atomaire massaeenheden (u). Uitgedrukt in kilogram is dat:
1 u ≈ 1,6605402 × 10−27 kg.
De afmetingen van moleculen liggen in de orde van grootte van nanometers (1 nm = 1 × 10−9 m, één miljoenste millimeter).

## Molecuulformule
De samenstelling van een molecuul uit de verschillende atomen wordt weergegeven met een molecuul- of brutoformule. In een molecuulformule wordt van elk element dat in het molecuul voorkomt, het aantal atomen gegeven.
De elementen hebben ieder een eigen symbool, dat bestaat uit één hoofdletter, eventueel gevolgd door een of twee kleine letters. Het juiste gebruik van hoofdletters en kleine letters is van groot belang: Pb geeft het element lood aan, terwijl PB zou duiden op een verbinding van fosfor en boor.
Voorbeelden van molecuulformules:
| water           | : H2O    |
| koolstofdioxide | : CO2    |
| ethanol         | : C2H5OH |
| boterzuur       | : C4H8O2 |

Het is gebruikelijk dat de elementen C, H, O, N en S als eerste genoemd worden, gevolgd door de overige elementen op alfabetische volgorde. Als voorbeeld de molecuulformule van mosterdgas: C4H8Cl2S.

## Structuurformule
Een molecuulformule geeft alleen een opsomming van de atomen in een molecuul, een structuurformule geeft weer hoe die atomen met elkaar verbonden zijn, in een schema waarin alle atomen staan waaruit het molecuul bestaat en de bindingen tussen die atomen.
Als voorbeeld dient de structuurformule van boterzuur:
De afbeelding laat zien dat de vier koolstofatomen op een rij met elkaar verbonden zijn, dat de twee zuurstofatomen beide verbonden zijn met hetzelfde koolstofatoom, dat het tegenoverliggende koolstofatoom verbonden is met drie waterstofatomen, dat er één waterstofatoom verbonden is met een zuurstofatoom en dat de resterende waterstofatomen twee aan twee verbonden zijn met de twee middelste koolstofatomen.
Merk op dat deze structuurformule alleen de bindingen weergeeft, maar niet de ruimtelijke vorm van het molecuul.
Om ook de ruimtelijke vorm van een molecuul weer te geven, kan gebruikgemaakt worden van lijnen met verschillende diktes, zoals in onderstaande structuurformule van fructose:
In deze structuurformule is onder andere te zien, dat twee OH-groepen zich aan dezelfde kant van de ring bevinden en dat de derde OH-groep zich aan de tegenovergestelde kant bevindt.

## Covalente binding nader beschouwd
De lewistheorie is een van de oudste theorieën over de covalente binding. Gilbert Newton Lewis, naast andere Europese chemici, merkte al in 1902 op dat de stabiliteit van de zogenaamde edelgassen samenhing met de aanwezigheid van acht elektronen in de buitenste sfeer van het atoommodel van Thomson. 
Ieder scheikundig element heeft een maximaal aantal chemische bindingen dat atomen van dat element met andere atomen kunnen aangaan, de zogenaamde valentie. De valentie van een atoom, het maximaal aantal bindingen dat een atoom kan aangaan, wordt bepaald door het aantal elektronen van de buitenste elektronenschil: de valentie-elektronen.
De elektronenconfiguratie van de elektronen rond de atoomkern bestaat uit verschillende energieniveaus van de elektronen, in de vorm van elektronenschillen. In iedere 'schil' bevindt zich een vaststaand aantal elektronen. Het is energetisch het meest gunstig wanneer de buitenste schil, de valentieschil, bestaat uit twee of acht elektronen, naargelang de plaats van het element in het periodiek systeem. Dit noemt men de edelgasconfiguratie of octetstructuur.
Een waterstofatoom heeft bijvoorbeeld één elektron. Wanneer twee waterstofatomen een chemische binding aangaan, ontstaat er een situatie waarin beide atomen in de energetisch gunstigere situatie van twee elektronen komen:
H· + ·H → H:H

Watermolecuul

In een waterstofmolecuul H2 hebben de twee waterstofatomen een gedeeld elektronenpaar.
Wanneer twee atomen in een molecuul samen een gedeeld elektronenpaar hebben is sprake van een enkele covalente binding, bij een molecuul dat bestaat uit een dubbele covalente binding zijn er twee gedeelde elektronenparen. Bij een drievoudige binding hebben twee atomen drie gedeelde elektronenparen. Dit geldt  voor alle moleculen: die van enkelvoudige,  en van samengestelde stoffen. Deze energetisch meest gunstige situatie wordt bereikt, wanneer een atoom een binding aangaat met een of meer andere atomen, waarbij de beide valentieschillen in elkaar opgaan. Het zuurstofatoom in water deelt met ieder waterstofatoom een elektronenpaar, waardoor de drie atomen in het watermolecuul in de edelgasconfiguratie komen.
Stoffen waarvan de moleculen een of meer dubbele covalente bindingen hebben, worden onverzadigde verbindingen genoemd. Stoffen waarvan de moleculen alleen enkelvoudige covalente bindingen bevatten, worden verzadigde verbindingen genoemd.

### Valentie
De valentie is het maximaal aantal bindingen dat een atoom aan kan gaan met andere atomen. Het aantal valentie-elektronen van een atoom is in grote mate bepalend voor het aantal elektronenparen dat een atoom kan vormen, en dus voor het aantal bindingen dat een atoom kan aangaan.
| element   | aantal valentie-elektronen | valentie |
| --------- | -------------------------- | -------- |
| waterstof | 1                          | 1        |
| koolstof  | 4                          | 4        |
| zuurstof  | 6                          | 2        |
| stikstof  | 5                          | 3        |
| chloor    | 7                          | 1        |
| helium    | 2                          | 0        |
Merk op dat het aantal valentie-elektronen en de valentie opgeteld altijd acht of twee zijn. Dit is de octetregel.

#### Radicalen
Als niet alle valentie-elektronen benut zijn, dus als een molecuul vrije elektronen heeft, spreken we van een radicaal. De energetische configuratie van radicalen is zeer ongunstig en deze deeltjes zijn dan ook zeer reactief.

## Isomerie
Twee moleculen die uit dezelfde atomen bestaan in een andere rangschikking, worden isomeren genoemd. Als van twee isomeren zelfs alle paarsgewijze bindingen tussen de atomen gelijk zijn en de verschillen liggen in de ruimtelijke indeling, wordt gesproken van stereo-isomeren.
De enige overeenkomst die isomeren hebben, zijn brutoformule en molecuulgewicht, alle andere eigenschappen zijn vaak totaal anders. Een voorbeeld van twee isomeren met totaal verschillende eigenschappen wordt gevormd door di-ethylether en 1-butanol ({\textstyle {\ce {H5C2-O-C2H5}}}, {\textstyle {\ce {H3C-C2H4-CH2OH}}}). Beiden hebben als brutoformule {\textstyle {\ce {C4H10O}}}.
Stereo-isomeren hebben in de meeste gevallen dezelfde of vergelijkbare chemische eigenschappen, maar andere optische en biologische eigenschappen, zoals glucose en galactose. Beide suikers (hexose {\textstyle {\ce {C6H12O6}}}) komen voor in het menselijk lichaam, maar ze hebben een andere biologische functie.
Zie ook
- Cis-trans-isomerie
- Optische isomerie
- Enantiomeer

## Polariteit

1,2-trans-dichlooretheen (links) en 1,2-cis-dichlooretheen (rechts). Bij de een zijn de polaire bindingen tegengesteld gericht, bij de ander niet. Als de polaire bindingen tegengesteld gericht zijn, is het molecuul als geheel apolair.

Als twee atomen met een sterk verschillende elektronegativiteit een binding hebben in een molecuul, zal die binding een asymmetrische ladingsverdeling hebben: de statistische kans dat de bindingselektronen zich op het elektronegatieve atoom bevinden, is groter dan de statistische kans dat de bindingselektronen zich op het minder elektronegatieve atoom bevinden. Als een sterk elektronegatief element een binding heeft met een minder sterk elektronegatief element, ontstaat een polaire binding.
Voorbeelden van sterk elektronegatieve elementen zijn zuurstof, stikstof en chloor. Typische voorbeelden van polaire bindingen zijn C=O, H-O en C-Cl.
Als een molecuul polaire bindingen bevat, hoeft dat niet te betekenen dat het molecuul als geheel polair is. Een molecuul is polair als:
- het molecuul bindingen tussen elektronegatieve en niet-elektronegatieve elementen bevat;
- deze polaire bindingen niet tegengesteld gericht zijn.

Als voorbeeld nemen we de stereo-isomeren 1,2-trans-dichlooretheen en 1,2-cis-dichlooretheen (zie afbeelding). De eerste is apolair en de tweede is polair. Dat komt doordat in het eerste molecuul de twee polaire bindingen tegengesteld gericht zijn waardoor ze elkaar opheffen.
De mate van polariteit van een molecuul wordt het dipoolmoment genoemd. In structuurformules wordt de polariteit van bindingen aangegeven met de Griekse letter δ (delta). Stoffen met een min of meer gelijke polariteit zijn over het algemeen mengbaar: polaire stoffen mengen goed met polaire stoffen, apolaire stoffen mengen goed met apolaire stoffen.

## Intermoleculaire krachten
In vaste stoffen en vloeistoffen worden moleculen bijeengehouden door vanderwaalskrachten.
In een vloeistof bewegen de moleculen vrij binnen een vast volume, in een vaste stof trillen de moleculen alleen zonder van positie te veranderen. In een gas kunnen de moleculen los van elkaar bewegen. De kinetische energie van de moleculen is bepalend voor de temperatuur van de stof, en daarmee voor de fase waarin die zich bevindt.

### Waterstofbruggen
Een waterstofbrug is een aantrekkingskracht tussen een sterk elektronegatief atoom van het ene molecuul en een zure waterstof van een ander molecuul. Waterstofatomen die een binding met een elektronegatief element hebben, worden zure waterstofatomen genoemd, bijvoorbeeld waterstofatomen die een binding hebben met zuurstof, zoals in water of in alcoholen.
Waterstofbruggen zorgen ervoor dat er in polaire stoffen sterkere intermoleculaire krachten aanwezig zijn dan in apolaire stoffen. Daardoor hebben polaire stoffen vaak een hoger kook- en smeltpunt, dan op grond van hun molecuulgewicht te verwachten zou zijn. Apolaire stoffen met een molecuulgewicht dat in dezelfde orde van grootte ligt als dat van water (18 g/mol), zijn bij kamertemperatuur gasvormig, zoals methaan (16 g/mol).
Zie ook
- Londonkracht

## Geschiedenis van de molecuultheorie

### Oudheid
De Griekse wijsgeer Leucippus was de grondlegger van het atomisme: de theorie die zegt dat alle materie is opgebouwd uit ondeelbare, niet-vernietigbare deeltjes, atomen genaamd. Deze theorie is verder uitgewerkt door zijn leerling Democritus. Daarmee waren zij de eerste geleerden die stelden dat materie uit deeltjes bestaat, waarmee zij ook de basis voor de molecuultheorie legden.

### Renaissance
Moleculen die opgebouwd waren uit atomen, zijn een vinding uit de 17e eeuw, hoewel de begrippen niet een op een vertaald moeten worden naar wat we daar nu onder verstaan. Het atoomidee werd onafhankelijk van elkaar door de Nederlander Isaac Beeckman (1620) en de Fransman Sébastien Basson (1621) verder ontwikkeld. Beeckman vroeg zich af waarin metalen van elkaar verschillen. Hij zag een klomp goud als een verzameling onzichtbaar kleine individuen, goudwezentjes, die hij homogenea noemde. Die waren opgebouwd uit vier atoomsoorten: water, vuur, aarde en lucht. De homogenea van verschillende metalen hadden verschillende aantallen van die atoomsoorten, en dat gaf ze specifieke eigenschappen. Tot dan toe meenden onderzoekers dat de verschillende metalen in elkaar konden overgaan via een soort evolutie van onedel naar edel. Maar die 'evolutietheorie' kon niet verklaren hoe legeringen, mengsels van verschillende metalen, dan waren opgebouwd. Beeckmans theorie kon dat wel. De inzichten van Beeckman kregen invloed via zijn leerlingen Descartes en Chr. Huygens, en ze leidden tot de:
- monades van G.W. Leibniz
- molecule van G.E. Stahl
- corpuscules, lichaampjes van Robert Boyle
- particulae ultimae compositionis, laatste samenstellende deeltjes van Isaac Newton

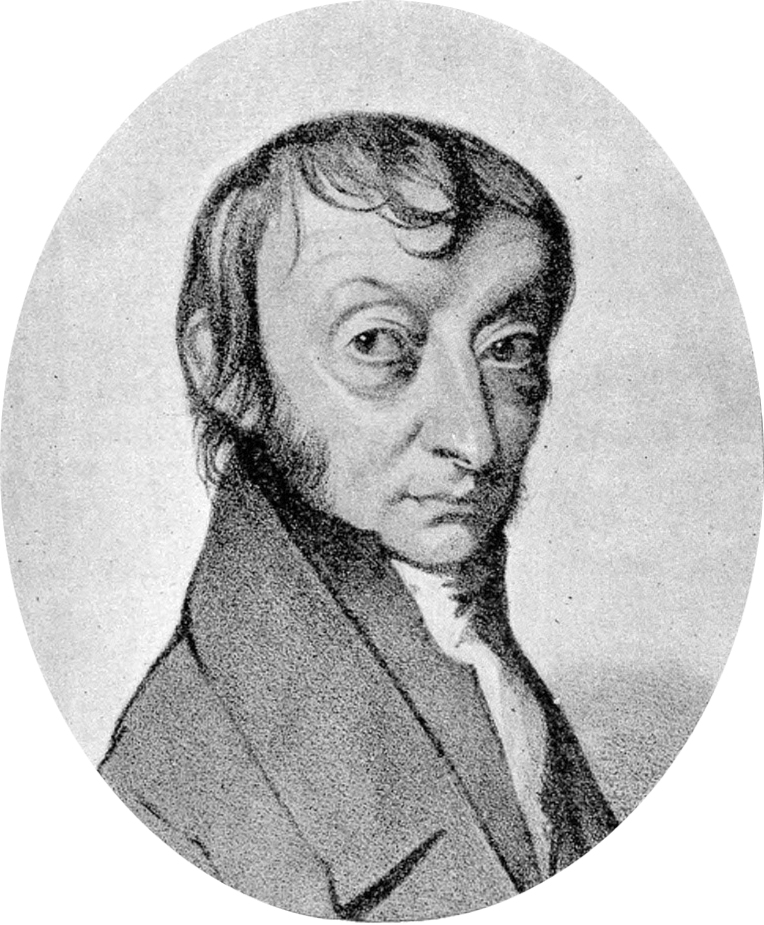
Amedeo Avogadro

### Negentiende eeuw
In 1808 werd de atoomtheorie opnieuw leven ingeblazen door de Britse schei- en natuurkundige John Dalton. In zijn werk A new system of chemical philosophy stelde hij dat materie is samengesteld uit kleine, ondeelbare deeltjes. De Italiaanse geleerde Amedeo Avogadro maakte vervolgens in 1811 het onderscheid tussen atomen en moleculen. Hij publiceerde zijn inzicht in het Journal de Physique, dat niet breed werd opgemerkt. In de gehele eerste helft van de negentiende eeuw was er onder chemici grote verwarring over het molecuulbegrip, samenhangend met het feit dat in een enkelvoudige stof zoals zuurstofgas een molecuul opgebouwd is uit twee identieke atomen. Dalton kon dat niet accepteren; voor water kwam hij daarom bijvoorbeeld uit op de molecuulformule HO, voor ammoniak op NH. Pas na het grote congres van chemici in Karlsruhe in 1860 vonden door de pleidooien van de jonge Italiaanse chemicus Cannizzaro de inzichten van Avogadro langzamerhand algemeen ingang.
1857 was het jaar waarin Friedrich Kekulé ontdekte dat het koolstofatoom vierwaardig is (tetraëder CH4, lineair CO2, ion CO32-); zonder meer een mijlpaal gezien het feit dat de hedendaagse organische chemie grotendeels op die ontdekking gebaseerd is.

### Twintigste eeuw
In de eerste decennia van de twintigste eeuw is door onder anderen Ernest Rutherford en Niels Bohr de inwendige structuur van het atoom opgehelderd. Is miniscule positieve kern met er omheen elektronenbanen in -schillen en -orbitalen. Dankzij hun werk konden ook veel vragen over de ruimtelijke vorm van moleculen beantwoord worden.